# Ilha Thule
A Ilha Thule (59° 27′ S, 27° 18′ O), também conhecida como Morrell Island (em homenagem ao americano Benjamin Morrell, explorador e capitão de um baleeiro, que explorou a ilha em 1823), faz parte de um agrupamento de ilhas formadas por erupções vulcânicas, conhecido como Thule do Sul, no extremo sul das Ilhas Sandwich do Sul. Por situar-se numa região remota, foi chamada de Thule, nome que os antigos geógrafos designavam como sendo o lugar situado na extremidade da terra.
Está situada junto às ilhas Cook e Bellingshausen, esta última formada recentemente numa erupção que ocorreu entre 1968 e 1984. Há suspeitas de que as ilhas Thule e Cook já foram uma única ilha maior no passado, e há evidências de uma caldeira vulcânica submersa entre elas, de uma extensão de aproximadamente 4,3 por 4,8 km, o que explica a não formação de gelo na área.  A cratera do vulcão, localizada a 1 075 m de altitude, também não possui gelo, em razão da temperatura mais elevada.
A Argentina estabeleceu uma base de pesquisa na Ilha Thule chamada Corbeta Uruguay, na verdade, um posto militar, para reivindicar a posse sobre as Ilhas de Sandwich do Sul, em 7 de novembro de 1976. Em 20 de junho de 1982, a Marinha Real Britânica — logo após a vitória sobre a Argentina nas Ilhas Malvinas — expulsou os argentinos, todavia abandonou o posto alguns meses depois. Atualmente a ilha encontra-se inabitada.
Desde 1995, o Departamento Meteorológico Sul-Africano, com a permissão britânica, mantém uma estação meteorológica automática na ilha Thule.

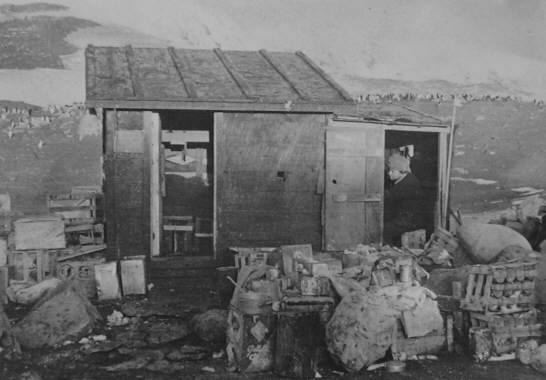
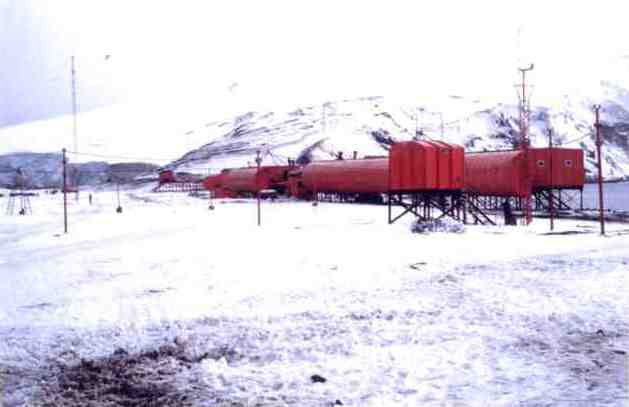